# Jaroslava Adamová
Jaroslava Adamová (15. března 1925 Praha – 16. června 2012 Praha) byla česká divadelní, dabingová a filmová herečka. Byla významnou hereckou osobností Divadla na Vinohradech, Divadla ABC a Městských divadel pražských. Za své celoživotní působení v dabingu získala v roce 1995 Cenu Františka Filipovského a v roce 1997 Cenu Thálie za mimořádný přínos českému divadlu. V roce 2001 obdržela Státní vyznamenání. Její hereckou dráhu ovlivnila celá řada osobností, jako byli Jiří Frejka, Alfréd Radok, Jan Werich či Ota Ornest. Ve filmu Kočár nejsvětější svátosti z roku 1962 si zahrála po boku Jana Wericha. Působila také jako pedagožka na DAMU a Pražské divadelní konzervatoři. 

## Životopis
Ve čtrnácti letech začala studovat na dramatickém oddělení pražské konzervatoře, kde byla žačkou Jiřího Plachého st., Františka Salzera a Anny Iblové. Již během studia na Státní konzervatoři v Praze (absolvovala v roce 1946) statovala v Národním divadle a hrála v divadle Větrník. Po ukončení studií získala první angažmá v Divadle na Vinohradech (1946–1950), následně byla členkou Divadla ABC a Městských divadel pražských (1950–1951, 1962–1990).
Mezi klíčové osobnosti, které měly zásadní vliv na její herecké formování, patřili režisér Jiří Frejka a herec Jan Werich. Vypracovala se v jedinečnou interpretku dramaticky vypjatých, vnitřně rozporných a tragických ženských postav. Mezi významné inscenace patří například Návštěva staré dámy, Hedda Gablerová, Lištičky, Mouchy, Play Strindberg, Drobečky z perníku, Bláznivá ze Chaillot či Stěhování duší.
Prokázala se také v komediálních rolích, kde uplatnila smysl pro satirickou nadsázku a cit pro konverzační humor, například v inscenacích Limonádový Joe, Podivná paní Savageová, Ideální manžel, Jezinky bezinky nebo Popel a pálenka.
Svůj sonorní hlas s charakteristickou intonací uplatnila v uměleckém přednesu (např. Cocteauovo monodrama Lidský hlas, 1971), rozhlase a zejména dabingu. Namlouvala například Jeanne Moreauovou, Sofii Lorenovou, Katharine Hepburnovou, ale také české herečky. Za celoživotní mistrovství v dabingu získala v roce 1995 Cenu Františka Filipovského. Namluvila také macechu v pohádce Popelka nebo holubí ženu ve filmu Sám doma 2. 
Ve filmu dostala relativně málo příležitostí. Debutovala hlavní rolí švadleny Marie Klímové v sociálním dramatu Chceme žít. Větší filmové role jí nabídli Petr Weigl (Radúz a Mahulena, Rusalka), Ondřej Trojan (Želary) a Lenka Kny (Stínu neutečeš). 
V televizi se uplatnila v četných inscenacích, například Kočár nejsvětější svátosti po boku Jana Wericha. V seriálech hrála spíše výjimečně, mezi něž patří Sňatky z rozumu (1968), Dnes v jednom domě (1979), Sanitka (1984), Chlapci a chlapi (1988), Cirkus Humberto (1988), Malé dějiny jedné rodiny (1988–1989), Dobrodružství kriminalistiky (1989), Na lavici obžalovaných Justice (1998) či O ztracené lásce (2001).
Kromě herecké kariéry se Jaroslava Adamová věnovala dlouholeté pedagogické činnosti na pražské konzervatoři a na Divadelní fakultě Akademie múzických umění (DAMU).
Jaroslava Adamová a její rodina si velmi střeží své soukromí. Její manžel byl Julius Albert, který pocházel z významné pražské nakladatelské rodiny. Měla dva syny. Jaroslava Adamová zemřela v 87 letech 16. 6. 2012. Poslední rozloučení proběhlo v Divadle ABC v okruhu herců, umělců a rodiny.      

## Citát
| „               | S paní Adamovou jsem měl to potěšení hrát nejen na jevišti. Imponovala mi vždy jako skvělá herečka, ale i jako žena. Náročná na sebe i na své okolí, intuitivní natolik, že už tenkrát dokázala rozeznat mou neobratnost a úpornou snahu o sebevyjádření, o to, abych se našel nejenom jako herec, ale především jako člověk. Možná právě proto mezi námi došlo k porozumění, které nelze pojmenovat. A ani to vlastně není zapotřebí. | “ |
| — Viktor Preiss | |   |

## Divadelní role, výběr
- 1947 William Shakespeare: Sen noci svatojánské, Puk čili rarášek, zvaný Franta Hospodáříček, Divadlo na Vinohradech, režie Jiří Frejka
- 1959 Friedrich Dürrenmatt: Návštěva staré dámy, Klára Zachanasjanová, Divadlo ABC, režie Miroslav Horníček
- 1962 Thornton Wilder: Paní Dolly, dohazovačka, Paní Mollyová, Divadlo ABC, režie Ladislav Vymětal
- 1967 Oscar Wilde: Ideální manžel, Paní Cheveleyová, Komorní divadlo, režie Ota Ornest
- 1968 Jean-Paul Sartre: Mouchy, Elektra, Komorní divadlo, režie Ladislav Vymětal
- 1970 Friedrich Dürrenmatt: Play Strindberg, Alice, Komorní divadlo, režie Ivan Weiss
- 1970 Lev Nikolajevič Tolstoj: Anna Kareninová, titul. role, Komorní divadlo, režie Ivan Weiss
- 1972 William S. Maugham: Útulný domov, Viktorie, Komorní divadlo, režie Ota Ornest
- 1972 Maxim Gorkij: Poslední, Sofie Kolomijcevová, Komorní divadlo, režie Ladislav Vymětal
- 1974 Eduardo De Filippo: Sobota, neděle a pondělí, Amelie, Komorní divadlo, režie Karel Svoboda
- 1975 Friedrich Schiller: Marie Stuartovna, titul. role, Komorní divadlo, režie Karel Svoboda
- 1977 Alejandro Casona: Dům se sedmi balkony, Genoveva, Divadlo ABC, Městská divadla pražská, režie Ladislav Vymětal
- 1982 Neil Simon: Drobečky z perníku, Evy Mearsová, Městská divadla pražská/Rokoko, režie Ladislav Vymětal
- 1988 Tennessee Williams: Skleněný zvěřinec, Matka, Městská divadla pražská/Rokoko, režie Ladislav Vymětal
- 2001 Bengt Ahlfors: Popel a pálenka, Věra Malmgrenová, Divadlo ABC, režie Jana Kališová j.h.

## Filmografie

### Film
- 1949 – Chceme žít … Marie
- 1956 – Kudy kam? … listonoška
- 1957 – Padělek … Kadlecová
- 1958 – Útěk ze stínu … Irena
- 1961 – Půlnoc s hrdinou
- 1961 – Kde alibi nestačí … žena u výslechu
- 1964 – Strakatí andělé … Králová
- 1965 – Škola hříšníků … matka
- 1969 – Panenství a kriminál … Soušková
- 1970 – Radúz a Mahulena … Runa
- 1973 – Zatykač na královnu
- 1973 – Tvrdohlavý Lot (studentský film)
- 1974 – Jáchyme, hoď ho do stroje! … nadabovala paní Nevyjelovou
- 1975 – Zrcadlo pro Kristýnu … primářka
- 1977 – Rusalka … ježibaba
- 1984 – Rozpuštěný a vypuštěný … majitelka nevěstince
- 1984 – Kouzelníkův návrat … Němka Schmelingová
- 1989 – Příběh '88 … gynekoložka Králová
- 1992 – Shapirovy rukopisy … Miriam
- 1994 – Ohnivé jaro … matka Havlíčková
- 1999 – Královna bublin … hlas
- 2003 – Želary … Lucka Vojničová; nominace na Českého lva
- 2008 – Hodinu nevíš … Vilémová
- 2009 – Stínu neutečeš … Evženie
- 2009 – Líbáš jako Bůh … babička Alžběta
- 2009 – Ferda (studentský film)
- 2012 – Ve stínu … Bárová

### Televize
- 1960 Balada z hadrů – role: Kateřina
- 1960 Neprovdaná pani Rosita
- 1962 Kočár nejsvětější svátosti – role: Kamila Pericholová
- 1965 Poslední opona
- 1965 Dědictví na úvěr
- 1967 Zločin lorda Savila
- 1967 Studie jednoho strachu (TV inscenace psychologického dramatu podle novely Stefana Zweiga) - role: zpěvačka že šantánu
- 1967 Sedm žen Alfonse Karáska – role: Růžena Karásková
- 1968 Hořké pivo, sladký likér (TV zpracování dvou povídek Karla Copa) – role: sekretářka advokáta
- 1968 Sňatky z rozumu (TV seriál)
- 1968 Mouchy
- 1969 Pan Větrovský z Větrova a pani Deštná z Dešťova … pani Deštná
- 1970 Alexander Dumas starší (televizní seriál) … Ida Ferrierová
- 1971 Alfons Karásek v lázních … Růžena Karásková
- 1972 Pokušení mladého muže
- 1972 Michelup a motocykl
- 1972 Konec knihy šesté
- 1973 Poklad krále Davida
- 1973 Jana Eyrová (seriál) – role: Lada Poolová
- 1973 Muž v osídlech – role: Jonesová
- 1973 Hvězda první velikosti – role: Urbanová
- 1976 Žebrácká opera – role: Elizabeth Peachumová
- 1976 – Petřička
- 1976 – O Všudybylovi … soví královna
- 1978 – Paví král … matka Hněvky
- 1978 – Neklidná jarní sezóna
- 1979 – Osamělý jezdec
- 1979 – Mapa zámořských objevů
- 1979 – Historky z Tatické bašty
- 1979 – Dnes v jednom domě (televizní seriál) … Anežka Kefurtová
- 1981 – Předeme, předeme zlatou nitku … kmotřička
- 1982 – Lidský hlas
- 1983 – Zuzana Vojířová
- 1983 – Modrý kosatec
- 1983 – Lešenské jedličky
- 1983 – Anulka a pan Pětiočko
- 1984 – Sanitka (televizní seriál)
- 1985 – Lucie a Marta … Marta
- 1985 – Jamamba … Jamamba
- 1986 – Hvězdy nad Syslím údolím (televizní seriál)
- 1987 – Paví pírko … kmotřička
- 1988 – Malé dejiny jedné rodiny (televizní seriál)
- 1988 – Cirkus Humberto (televizní seriál) … Steenhouwerová
- 1988 – Chlapci a chlapi (televizní seriá) … matka Marty
- 1989 – Mórové povětří … Eleonora Ludmila
- 1989 – Dobrodružství kriminalistiky (televizní seriál) … Ourselova matka
- 1989 – Berenika … Magdalena
- 1991 – Tajemství
- 1991 – Něžné hry
- 1991 – Milostivé léto
- 1994 – Malý bílý koníček (televizní seriál)
- 1994 – Zapomenuté tváře … Evelyna
- 1995 – Rabín a jeho Golem … rabínova žena Perla
- 1998 – Na lavici obžalovaných justice (televizní seriál)
- 1999 – Návštěva staré dámy
- 2000 – Společnice … Hana
- 2000 – Den dobrých skutků
- 2001 – Popel a pálenka … Věra Mamlmgrenová
- 2001 – O ztracené lásce (televizní seriál) … sudička Zlodějka
- 2003 – Nezvěstný
- 2004 – Nadměrné maličkosti : Duch modrého pokoje
- 2006 – To horké léto v Marienbadu
- 2008 – Setkáni v Praze, s vraždou
- 2009 Zasaženi bleskem – role: matka Jany

### TV dokumenty a pořady
- 1965 – Zveme vád do divadla
- 1978 – Co neodnesl čas
- 1990 – Hovory H ještě po dvaceti letech
- 1990 – Jak sme ho znali
- 1993 – GEN – Galerie elity národa
- 1994 – Portrét herečky Jaroslavy Adamové
- 1997 – Silvestrovské sny Jiřiny Bohdalové
- 1997 – Úsměvy
- 1998 – Zlatíčka
- 1999 – Věšák
- 2001 – Předčasná úmrtí: Ten drak jednou spadne
- 2001 – Předčasná úmrtí: Herec v záhrade
- 2001 – Příběhy slavných: Božský skeptik
- 2002 – Zpátky ni krok? aneb Zpráva o podepisování v Čechách
- 2005 – Příběhy slavných: Hovorově Horňas
- 2006 – Příběhy slavných: Neřízená střela Stella
- 2007 – Příběhy slavných: Sesazený král
- 2008 – Po stopách hvězd
- 2009 – Neobyčejné životy
- 2010 – Příběhy slavných: Fenomén Maryčka

## Dabing
- 1954 – Stíny, Galina Korotkevič (Sofie Alexandrova)
- 1955 – Velká rodina, Jelena Dobronravova (Kaťa)
- 1958 – Hvězda jede na jih, Barbara Polomská (Lída)
- 1959 – Kocour v botách, Tamara Nosova (sousedka / královna)
- 1959 – Blonďáček Petr, Erika Müller-Fürstenau (Petrova matka)
- 1959 – Deset dnů, Galina Vodjaničkaja (Luisa Bruyantová)
- 1959 – Můj nejdražší, Lydia Štykan (Ljuba)
- 1959 – Kozácky velitel, Junona Běloručeva (Lídie)
- 1961 – Francouzka a láska, Micheline Dax (Lulu) v povídce Dětství
- 1961 – Rušný den, Lilija Tolmačeva (Lenočka)
- 1961 – Legenda o Maurovi (Markita)
- 1961 – Kalné vody, Madeleine Robinson (Flora Brazierová)
- 1962 – Šetřte rákoskou, Betty McDowall (Collinsová)
- 1962 – Kněžna de Cléves, Annie Ducaux (Diana de Poitiersová)
- 1963 – Pasažérka, Aleksandra Slaska (Liza)
- 1963 – Byt,Joan Shawlee (Sylvia)
- 1963 – Ďábel a desatero, Danielle Darrieux (Clarisse Ardanová)
- 1964 – Nyní i v hodinu mé smrti, Inge Keller (Ella Conradiová)
- 1964 – Království křivých zrcadel, Lidiya Vertinskaya (Ecidah)
- 1964 – Děti ráje, Arletty (Garance)
- 1965 – Old Shatterhand, Kitty Mattern (Rosemary)
- 1965 – Norimberský proces, Marlene Dittrich (paní Bertholtová)
- 1965 – Černý samet, Christa Gottschalk (Helma Sibelková)
- 1965 – Místo nahoře, Simone Signoret (Alice Aisgillová)
- 1966 – Past na Popelku, Madeleine Robinson (Jeane)
- 1966 – Divoké labutě
- 1966 – Synové velké medvědice, Brigitte Krause (Jenny) 1. dabing
- 1966 – Včera, dnes a zítra, Sophia Lorenová (Adelina Sbaratti / Anna Molteni / Mara)
- 1967 – Manželství po italsku, Sophia Lorenová (Filumena Marturanová)
- 1967 – A co láska, Elaine May (Ellen Manvilleová) 1. dabing
- 1968 – Lev v zimě, Katharine Hepburn (Eleonora Akvitánská)
- 1968 – Angelika, markýza andělů, Genevieve Fontanel (Carmencita)
- 1968 – Zvoník od Matky Boží, Minna Gombell (královna žebráků)
- 1968 – Dvacet tisíc let po francouzsku, komentář
- 1969 – Průvodce ženatého muže, 1. dabing
- 1969 – Rozmary lásky, vypravěčka
- 1969 – Tělo Diany, Jeanne Moreau (Diana)
- 197× – Ani stín podezření, Patricia Collinge (Emma Newtonová) 1. dabing
- 1971 – Báječná Angelika (hostinská u Kokrháče)
- 1972 – Oslí kůže, Delphine Seyrig (víla)
- 1972 – Piti Piti Pá, Noëlle Adam (Francoise)
- 1973 – Tři oříšky pro Popelku, Carola Braunbock (macecha)
- 1974 – Jáchyme, hoď ho do stroje!, Eva Fiedlerová (majitelka vozu Renault Nevyjelová)
- 1974 – Domovník,Alice Sapritch (hraběnka de Beauchampová)
- 1974 – Mortadela, Sophia Lorenová (Maddalena Ciarrapicová) 1. dabing
- 1974 – Roztržitý, Maria Pacôme (Glycia Malaquetová)
- 1974 – Slunečnice, Sophia Lorenová (Giovanna)
- 1974 – Největší událost od chvíle, kdy člověk vstoupil na Měsíc
- 1974 – Mlčení doktora Evanse, Irina Skobceva (Evelyn Švandová)
- 1975 – Potopa
- 1975 – Srdce je osamělý lovec, Laurinda Barrett (matka)
- 1975 – Akce v Istanbulu, Minerva Daly (Giselle)
- 1976 – Neuvěřitelná Sarah, Rosemarie Dunham (paní Bernhardtová)
- 1977 – Můj kamarát lachtan, Nina Foch (Benningerová)
- 1977 – Aféra z titulní strany, Carla Tatò (Bizantiová)
- 1977 – Jack a fazolový stonek, (Černá paní) 1. dabing
- 1977 – Modrý pták, Jane Fondová (Noc)
- 1977 – Vyšetřovaní komisaře Maigreta (tv seriál)
- 1980 – Caesar a Kleopatra, Margaret Courtenay (Ftatateeta)
- 1980 – Africká královna, Katharine Hepburn (Rose Sayerová) 1. dabing
- 1980 – Mladík a lev
- 1980 – Horký vítr
- 1980 – Komisař Moulin (tv seriál), Catherine Sauvage (Alice Dudeffantová)
- 1980 – Americký gigolo
- 1981 – Vražda v Orient expresu, Lauren Bacall (Harriet Belinda Hubbardová) 1. dabing
- 1981 – Svatba
- 1981 – Legenda o Robinu Hoodovi, Yvonne Mitchell (královna Eleonor)
- 1981 – Zlatá horečka (tv seriál), Delore Whiteman (Rosie Morganová)
- 1981 – Láska s otazníkem, Sylvie Favre (Ventouxová) 1. dabing
- 1982 – Cizinky, Bette Davis (Lucy Masonová)
- 1982 – Přeludy pouště, Irene Papas (Mamlúkova matka)
- 1982 – San Babilo – 20 hodin
- 1982 – Posledních pět minut (tv seriál) Ginette Garcin (Lucie)
- 1982 – Agónie – Konec Rasputina Alisa Frejndlich (Vyrubovová)
- 1983 – Zlo pod Sluncem, Maggie Smith (Daphne Castleová)
- 1983 – Sportloto, Nina Grebeškova (teta Klava)
- 1983 – Poslední noc Marie Stuartovny, Catherine Rethi (Alžběta I.)
- 1983 – Velký lov
- 1983 – Zvláštní oddělení K 1 (tv seriál)
- 1984 – Čaroděj ze země Oz, (západní čarodějnice)
- 1984 – Kriminální příběhy (tv seriál), Patience Collier (Bakerová)
- 1984 – Případ pro dva (tv seriál), Hannelore Cremer (Charlotte Brinkstedtová)
- 1984 – Detektiv Marlowe (tv seriál), Jill Melford (Candlessová)
- 1984 – Hodina s Agathou Christie (tv seriál)
- 1984 – Komisař Moulin (tv seriál), Nelly Benedetti (Colette)
- 1985 – Jindřich V., Freda Jackson (paní Čiperná)
- 1985 – Markýz de Grillo, Elena Valenzano (markýza del Triolo)
- 1986 – Římanka, Pina Piovani (matka)
- 1986 – Billie zpívá blues, Paulene Myers – (Edsonová)
- 1986 – Co přináší řeka, Dinah Shearig (teta Hester)
- 1986 – Zrozena jen ke kráse, Polly Bergen (Marion Carmodyová)
- 1987 – Záhady Slavičího domu, Andree Evans (sestra Hilda Rolfe)
- 1987 – Prohnilí, Régine (Simona)
- 1987 – Souboj Titánů, Flora Robson (Stygská čarodějnice) 1. dabing
- 1987 – Klid noci, Jessica Tandy (Grace Riceová) 1. dabing
- 1987 – Dravci II, Jan Holden (Lucasová)
- 1987 – Pygmalion, Mona Washbourne (Higginsová)
- 1988 – Veselé Velikonoce, Rosy Varte (Marlène Chataigneauová) 1. dabing
- 1988 – Místo činu (tv seriál)
- 1988 – O Kubovi s Stázině (tv seriál), kněžna
- 1989 – Jak ševci zvedli vojnu pro červenou sukni, kněžna
- 1989 – Vzdálené vrcholky hor, Mary Peach (paní Harloweová)
- 1990 – Dům na Caroll Street, Jessica Tandy (pani Venableová) 1. dabing
- 1990 – Jezinky a bezinky, Josephine Hull (teta Abby) 1. dabing
- 1991 – Slepá Justice, Anne Haney (Jimova matka)
- 1991 – Prohnilí proti prohnilým, Line Renaud (Simona)
- 1992 – Sám doma 2: Ztracen v New Yorku, Brenda Fricker (ptačí žena)
- 1992 – Svadba, nebo pohřeb, Jessica Tandy (Freida)
- 1993 – Pověstný muž, Leopoldine Konstantin (madame Anna Sebastian)
- 1993 – Rodinné spiknutí, Edith Atwater (pani Clayová)
- 1994 – Milostná aféra, Katharine Hepburn (Ginny)
- 1995 – Uspěchaný muž, Marie Déa (matka)
- 1995 – Hádej, kdo přijde na večeři, Katharine Hepburn (Christina Draytonová) 2. dabing
- 1995 – Columbo : Zkus mě chytit, Ruth Gordon (Abigail Mitchellová)
- 1995 – Příběhy Alfreda Hitchcocka (tv seriál)
- 1996 – Sestra v akci, Maggie Smith (Matka představená)
- 1996 – Dynastie (tv seriál), Barbara Stanwyck (Constance Colbyová Pattersonová)
- 1997 – Colbyové (tv seriál), Barbara Stanwyck (Constance Colbyová Pattersonová)
- 1998 – Merlin, Billie Whitelaw (Ambrosie) 1. dabing
- 1998 – Vražda v Orient expresu, Wendy Hiller (princezna Dragomiroff) 2. dabing
- 1999 – Smrt na Nilu, Bette Davis (paní Van Schuylerová) 2. dabing
- 2000 – Zamilovaná čarodějka, Jeanne Moreau (Eglantine)

## Rozhlas
- 1947 – Oskar Nedbal: Polská krev – Helena
- 195? – Marin Držič: Dundo Maroje – Petruněla
- 195? – Krutá maska
- 1950 – William Shakespeare: Sen noci svatojánské, režie: Josef Bezdíček. Hráli: Václav Voska (Lysandr), Vladimír Ráž (Demeteus), František Filipovský (Klubko), Antonín Jedlička (Pískálek), Josef Hlinomaz (Tlamička), Saša Myšková (Hermie), Drahomíra Hůrková (Helena), Vítězslav Vejražka (Oberon), Jaroslava Adamová (Puk). Hudba: Václav Trojan.[3]
- 1951 – Sergej Antonov: Delegátka míru
- 1953 – Miguel de Cervantes y Saavedra: Sto dukátů za Juana- Inéz
- 1954 – Anton Pavlovič Čechov: Racek – Máša
- 1956 – Pierre Aristide Breal: Husaři – Cosima
- 1957 – Gerhart Rentsch: Kachibo – Jana
- 1958 – Luigi Silori: Sezóna v Kolonce – Lalage
- 1958 – Karel Čapek: Válka s Mloky – Miss Lily Halley
- 1959 – Richard Brinsley Sheridan: Zmatek kolem Lydie
- 1961 – Robinson Jeffers: Silák Hungerfield
- 1961 – Charles Dickens: Pickwickovci
- 1962 – Pavel Hajcman: Zanechte všech nadějí
- 1962 – Jaroslav Putík: Případ Oppenheimer – Jeanne Tatlocková
- 1962 – Heinrich Böll: Hodina v rodném městě – Anna
- 1963 – Jaromír Ptáček: Tři směrem k tichu – hlas první ženy
- 1963 – Herbert Eisenreich: Z čeho žijeme a na co umíráme – Karin
- 1964 – Jerome Kilty: Drahý lhář – Petra Campbellová
- 1964 – Ludvík Aškenazy: Bylo to na váš účet – teta Anna
- 1964 – Ludvík Kundera: Zvědavost – Alexandra
- 1964 – William Shakespeare: Richard III. – lady Anna, rozhlasová adaptace, překlad: Zdeněk Urbánek, rozhlasová úprava a režie: Josef Červinka, dramaturgie: Jaromír Ptáček, hudba: Marek Kopele. Hrají: král Richard III. (Jiří Adamíra), král Edvard IV. (Miloš Nedbal), vévoda z Clarence (Otakar Brousek st.), královna Alžběta (Vlasta Chramostová), lady Anna (Jaroslava Adamová), vévodkyně z Yorku (Leopolda Dostalová), vévoda z Richmondu (Luděk Munzar), vévoda z Buckinghamu (Čestmír Řanda), lord Stanley (Josef Větrovec), lord Hastings (Jaromír Spal), hrabě Rivers (Oldřich Janovský), Catesby (Bohumil Křížek), Radcliff (Bohumil Švarc), Brakenburry (Jiří Suk), londýnský starosta (Ladislav Kulhánek), měšťan a písař (Josef Patočka), vypravěč (Josef Červinka) a další.[4]
- 1964 Jiří Haussmannː Velkovýroba ctnosti,  režieː Jiří Horčička, vydal Radioservis Praha 2021
- 1965 – Anton Pavlovič Čechov: Strýček Váňa – Jelena Andrejevna
- 1965 – Tamaz Čiladze: Kočárek se strakými poníky – Maia
- 1966 – Peter Weiss: Přelíčení – svědkyně – bývalá vězeňkyně
- 1966 – Milan Stehlík: Linka důvěry – Nováková
- 1966 – Charles Spencer Chaplin: Můj životopis
- 1967 – Gabriel Chevallier: Zvonokosy – Judita Čuprová
- 1967 – Dan Treston: Piano v řece – manželka
- 1967 – Miloš Vacek: Noc je můj den
- 1967 – Inger Christensenová: Tygr v zrcadle
- 1967 – Edvard König: Muž bez ctižádosti – Lenka Amosinová
- 1968 – Josef Kajetán Tyl: Pani Marjánka, matka pluku
- 1968 – Peter Karvaš: Malá anketa – Eva Janotová
- 1968 – Karel Čapek: R. U. R. – Helena Gloriová
- 1969 – Franz Kafka: Dopisy Mileně
- 1969 – Ilja Hurník: Lov na pláč – Marta
- 1969 – Gert Hoffmann: Zpráva o moru v Londýně
- 1969 – Jean Anouilh: Antigona – Ismena
- 197? – Fjodor Michajlovič Dostojevskij: Pod postelí
- 1970 – Georges Simenon: Soudce Froget usvědčuje – pani Crosbyová
- 1970 – Georges Simenon: Maigret a tělo bez hlavy – pani Calasová
- 1970 – Georges Simenon: Maigret a tulák – pani Rouseletová
- 1971 – Marie Kubátová: Pohádka z Cuckovýho království – pohádková přadlena
- 1971 – Alexandre Dumas: Tři mušketýři – Mylady
- 1971 – Goytisolo a ti druzí
- 1971 – Pedro de Alarcón: Mlynářka z Granady – Frasquita
- 1973 – Jean Cocteau: Lidský hlas – ona
- 1973 – Ivan Olbracht: Bratr Žak – Schusterová
- 1973 – Karel Čapek: Jak se co dělá
- 1973 – Harriet Elizabeth Beecher Stoweová: Chaloupka strýčka Toma
- 1974 – Helena Lisická: Nejde a holubí pírko – kněžna
- 1974 – William Shakespeare: Večer tříkrálový nebo Cokoli chcete – Olivie
- 1975 – Stanislav Lem: Solária – Proměna
- 1976 – Josef Lada: O statečné princezně – Kanimůra
- 1976 – Rudyard Kipling: Mauglí – Mésua
- 1977 – Jules Verne: Patnáctiletý kapitán – vypravěčka
- 1977 – Alois Jirásek: Lucerna – mladá kněžna
- 1977 – Jules Verne: Ocelové město – vypravěčka
- 1977 – Anatole France: Ostrov tučnaků
- 1978 – Gabriel Chevallier: Zvonokosy
- 1978 – Arthur Schnitzler: Dokolečka dokola
- 1979 – Helena Benešová: Malá nemorální historie
- 1979 – Julius Zeyer: Zelený vítěz
- 1979 – František Pavlíček: Babí léto na Modré vodě – Soňa
- 1979 – Alejandro Casona: Dům se sedmi balkóny – Genoveva
- 1980 – Anton Pavlovič Čechov: Námluvy – Natalja Stěpanovna
- 1980 – Vlasta Dvořáčková: Cnost české šlechtičny – královna
- 1982 – Jules Verne: Ocelové město – žena
- 1981 – Lev Nikolajevič Tolstoj: Příběh koně – Vjazopuricha
- 1982 – Charles de Coster: Zrozenci hvězd – Kathelina
- 1982 – Jiří Mahen: Mlynářův student
- 1982 – Anna Smetanová: Černá dáma dáva mat
- 1982 – Friedrich Wilhelm Gotter: Medea
- 1982 – Jaroslaw Iwaszkiewicz: Léto v Nohantu – Aurore Dudevantová -Sandová
- 1983 – Miroslav Krleža: Leda - Československý rozhlas Praha, role: Klára, režie: Jan Lorman
- 1983 – Jaroslav Vrchlický: Námluvy Pelopovy
- 1983 – Alexandre Dumas: Hrabě Monte Christo – slečna Piccardová
- 1984 – James Oliver Curwood: Stan a chýše
- 1984 – John Gay: Žebrácká opera – Spitzelová
- 1984 – Zuzana a Jaroslav Novák: O krásné Güldžamal
- 1984 – Boris Aprilov: Vzdálený hlas
- 1984 – František Pavlíček: Xervelli
- 1985 – Alena Vostrá: Prosím, jen vážně – matka
- 1985 – Pavel Petrovič Bažov: Malachitový květ
- 1985 – Waldemar Bonsels: Včelka Mája – vážka Krasava
- 1986 – Jaroslav Boček: Případ doktora Karpety – Hedvika Karpetová
- 1986 – Jane Austenová: Pýcha a předsudek – vypravěčka
- 1986 – Aloysius Bertrand: Kašpar noci – Fantazie na způsob Rembrandta a Callota
- 1987 – Jindřich Fairaizl: Slavný den konání dobrých skutků
- 1987 – Bohumil Balajka: Jak táhla mračna – Sofie Podlipská
- 1988 – Konstantin Paustovskij: Deštivé svítaní – hospodyně Marfa
- 1988 – Antonij Pogorelskij: Lafertovká pernikářka
- 1988 – Zdeněk Svěrák: Kolo se zlatými ráfky – učitelka Tichá
- 1988 – Jaroslava Moserová – Davidová: Takový milý chlapec – žena
- 1989 – Vladimír Kalina: Signum laudis
- 1989 – Charles Dickens: Nádějné vyhlídky – slečna Havishamová
- 1989 – John Murrell: Poslední léto – Sarah Bernhardtová
- 1989 – Marie Pujmanová: Paní Mohlová – četba
- 199? – Josef Panoš: Orfeova píseň – Erýnie
- 199? – Melita Denková: Větrný hrádek
- 1990 – Bertolt Brecht: Sny Simony Machardové – královna Isabeau
- 1990 – Franz Hiesel: Blahé následky neblahého obléhání – pevnost
- 1990 – Federico García Lorca: Krvavá svatba – tchyně
- 1990 – Karel Poláček: Pásky na vousy – pani Hahnová
- 1990 – František Hrubín: Oldřich a Božena aneb Krvavé spiknutí v Čechách – bába
- 1990 – Jaroslava Strejčková: Faäthon – královna Klymené
- 1991 – Jean Racine: Brittanicus – Agrippina[5]
- 1991 – Peter Karvaš: Návštěvnice
- 1991 – Karol Sidon: Třináct oken – krásna bledá pani
- 1991 – Georges Simenon: Maigret a mrtvá dívka – majitelka půjčovny oděvů
- 1991 – Karel Jaromír Erben: Kytice
- 1992 – Vladimír Mikeš: Geniální padělatel – Jola
- 1992 – Milan Uhde: Velice tiché ave – mamá
- 1992 – Jiřina Zábranová: Ohlédnutí
- 1993 – Graham Greene: Lidský faktor – lady Hargreavesová
- 1993 – Johan Fabricius: Tajný deník čínské císařovny
- 1993 – Ilja Hurník: Ruce – levá ruka
- 1993 – Prosper Mérimée: Lokis
- 1994 – Martina Drijverová: Vánice
- 1995 – Vladimír Hulpach: Báje evropských měst
- 1995 – Noelle Renaudová: Turistická trilogie – Okteta
- 1995 – Pierre-Henri Cami: Noc orgií v Nesleské věži – královna Markéta
- 1995 – Charles Dickens: Malá Dorritka
- 1995 – Karel Šiktanc: Svatební šaty
- 1996 – Cecilie Sternbergová: Cesta
- 1997 – Wilhelm Weischedel: Myslým, tedy jsem – Zadní schodiště filozofie
- 1997 – Dorothy Leigh Sayersová: Podezření – Suttonová
- 1997 – Selma Lagerlöfová: Generálův prsten – baronka
- 1997 – Walter Scott: Rytíř Ivanhoe – lady Edita
- 1997 – Milan Navrátil: O Apolence a třech pradlenách
- 1997 – Melita Denková: Dáma s bílou kočkou
- 1997 – Karel Jaromír Erben: Tři zlaté vlasy děda Vševěda – kmotra sudička
- 1997 – Karel Jaromír Erben: Živá voda – vědma
- 1998 – Květa Legátová: Vědma od Bíle skály – matka
- 1998 – Oscar Wilde: Bezvýznamná žena, překlad: Jiří Zdeněk Novák, rozhlasová úprava: Josef Hlavnička, dramaturgie: Jarmila Konrádová, režie: Markéta Jahodová. Hráli: Lord Illingworth (Viktor Preiss), Sir John Pontecraft (Svatopluk Beneš), Pan Ketlick, poslanec (Petr Kostka), Gerald Arbuthnot (Pavel Chalupa), Lady Hunstantonová (Viola Zinková), Lady Karolína Pontecraftová (Jaroslava Adamová), Paní Allonbyová (Gabriela Vránová), Slečna Ester Worsleyová (Petra Špalková), Paní Arbuthnotová (Dana Syslová), vypravěč (Josef Červinka), Francis, sluha (Tomáš Racek) a Alice, komorná (Jana Zímová)[6]
- 1998 – Alén Diviš, Adolf Hoffmeister: Vzpomínky na pařížské vězení Santé
- 1999 – Hana Kraulová: Tanec na cizí veselce
- 1999 – Dmitrij Sergejevič Merežkovskij: Leonardo da Vinci – Mona Sidonie
- 1999 – Frances Hodgson Burnettová: Malý lord
- 2000 – Spencer Hugh Munro-Saki – Šoková taktika – matka
- 2000 – František Lazecký: Třináctek
- 2000 – Zuzana Silová: Interview – Sára
- 2000 – Jana Moravcová: Rozhovor s motýlem – Alžběta Dufková
- 2000 – Jaroslav Kuťak: Eva – Eva Schwarzová
- 2001 – Robert Graves: Já, Claudius – Livia
- 2001 – Ota Dub: Hodinář – docentka
- 2001 – Christopher Hampton: Nebezpečné vztahy – Madam de Rosemonde
- 2002 – Prosper Mérimée: Lokis – hraběnka
- 2002 – Mia Münzerová Le Comte: Stále sním o Praze
- 2003 – Michal Lázňovský: Rytíř Galahad a svatý Grál
- 2003 – Oscar Wilde: Vějíř lady Windermerové – vévodkyně z Berwicku
- 2004 – Otfried Preußler: Malá čarodějnice
- 2004 – Sándor Márai: Odkaz Ester
- 2005 – Pavel Brycz: Cirkus svět
- 2005 – Tom Peuckert: Sladký jed – paní Von Saulusová
- 2007 – Ronald Harwood: Kvartet – Cecily
- 2007 – Magdalena Frydrychová: Na věky – Barbara
- 2008 – Martina Drijverová: Tři rybky
- 2009 – Karel Hoff: Alvhilda – Alvhilda
- 2009 – Svatopluk Čech: Epochální výlet pana Broučka do 15. století